# Schwartenpohl
Schwartenpohl ist eine ehemalige Gemeinde im niedersächsischen Landkreis Grafschaft Bentheim. Der Ort mit etwa 180 Einwohnern liegt nordöstlich von Wietmarschen. Östlich verläuft die A 31. Nördlich liegt das Naturschutzgebiet Dalum-Wietmarscher Moor. Schwartenpohl gehört zur Einheitsgemeinde Wietmarschen.

## Geschichte
Der Ort Schwartenpohl wurde am 8. Dezember 1764 auf dem Gebiet der Gemeinde Dalum im Niederstift Münster am Südrand des Bourtanger Moores gegründet. Von 1867 bis 1934 gehörte Schwartenpohl zum Amt bzw. Landkreis Meppen, danach zum Landkreis Lingen (bis 1977).
Von 1910 bis 1974 war der Ort eine eigenständige Gemeinde. 1974 erfolgte die Eingliederung in die Gemeinde Wietmarschen.
Eine katholische Volksschule gab es von 1925 bis 1972.
Die Freiwillige Feuerwehr Schwartenpohl wurde 1942 gegründet.
Von 1951 bis 1991 gab es eine Gastwirtschaft an der Straße von Wietmarschen nach Dalum.
1961/62 wurde Schwartenpohl an die zentrale Wasserversorgung des Wasserbeschaffungsverbandes Niedergrafschaft in Neuenhaus angeschlossen.
Ab 1966 entstand die Siedlung Schwartenpohl.
Von 2004 bis 2012 wurde mit EU-Mitteln und anderen Zuschüssen nach und nach die Dorferneuerung gestaltet.

## Kultur und Sehenswürdigkeiten

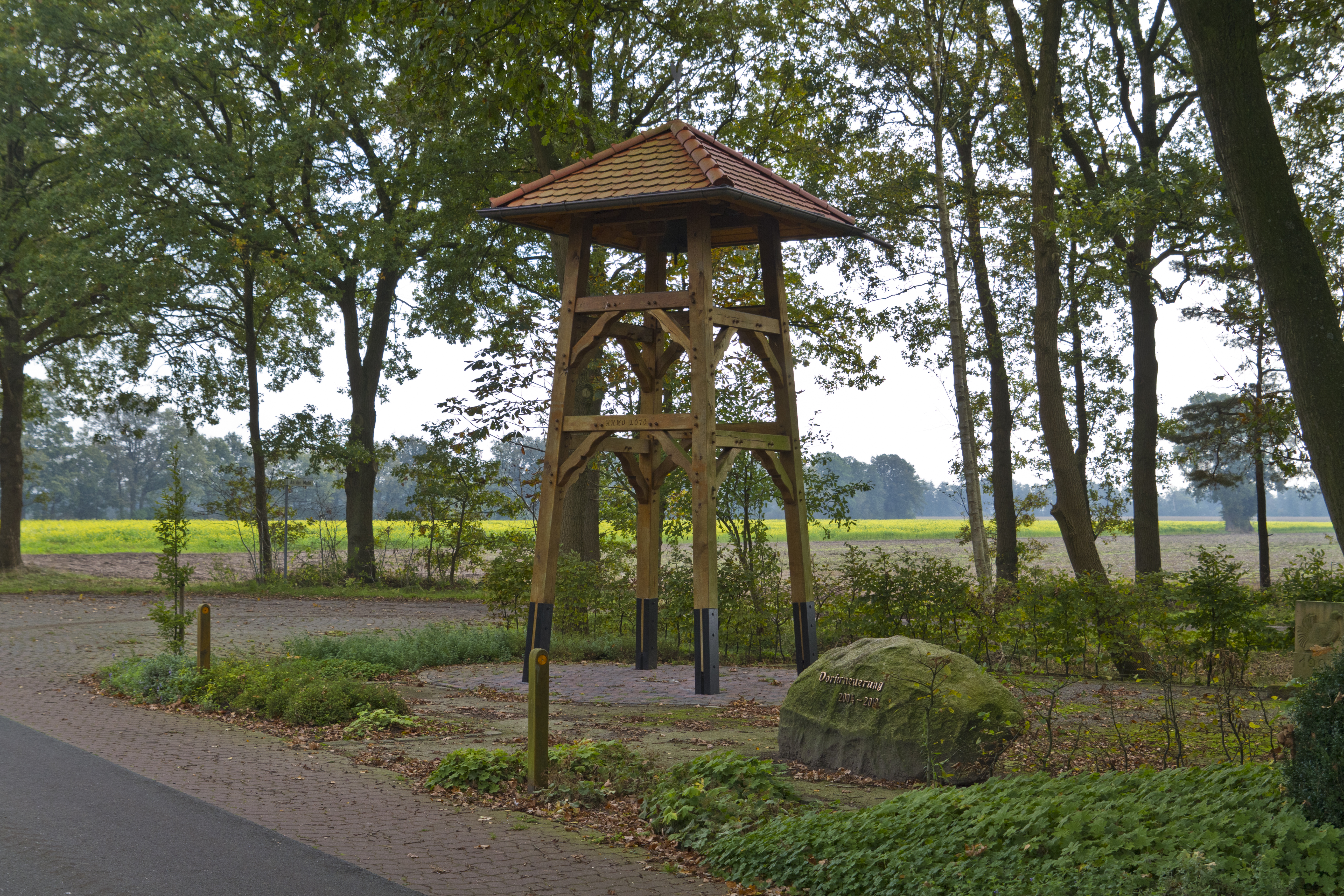
Glockenturm Schwartenpohl

### Gesellschaftliches Leben
Eine zentrale Versammlungsstelle für den Ortsteil und seine Gäste ist das Feuerwehrhaus mit einem großen Versammlungsraum und mit dem angrenzenden Sportplatz an der Straße Altschwartenpohl. 

### Wahrzeichen
Im Rahmen der Dorferneuerung wurde neben dem Spielplatz gegenüber der Siedlung (heute Dorfstraße/Altschwartenpohl) der Glockenturm mit der Glocke der damaligen Volksschule errichtet. Dieser Glockenturm ist zum Wahrzeichen Schwartenpohls geworden. 

## Infrastruktur

### Verkehr
Schwartenpohl liegt an der A 31 (Anschlussstelle 24 Wietmarschen), an der L 67 (Dalumer Allee), an der K 33 (Nordstraße), an der K 35 (Nord-Süd-Straße und Süd-Nord-Straße) und an der K 38 (Siedlerstraße).
Die Radwanderwege sind an die überregionalen Radwanderwege der Grafschaft Bentheim (Grafschafter Fietsentour) und des Landkreises Emsland (Emsland-Netz) angeschlossen.